# Château Adolfsburg
 (octobre 2023).
Si vous disposez d'ouvrages ou d'articles de référence ou si vous connaissez des sites web de qualité traitant du thème abordé ici, merci de compléter l'article en donnant les références utiles à sa vérifiabilité et en les liant à la section « Notes et références ».
Le château Adolfsburg (Schloß Adolfsburg) est un château entouré d'eau de l'époque baroque situé dans le village d'Oberhundem appartenant à la commune de Kirchhundem en Allemagne.

## Historique

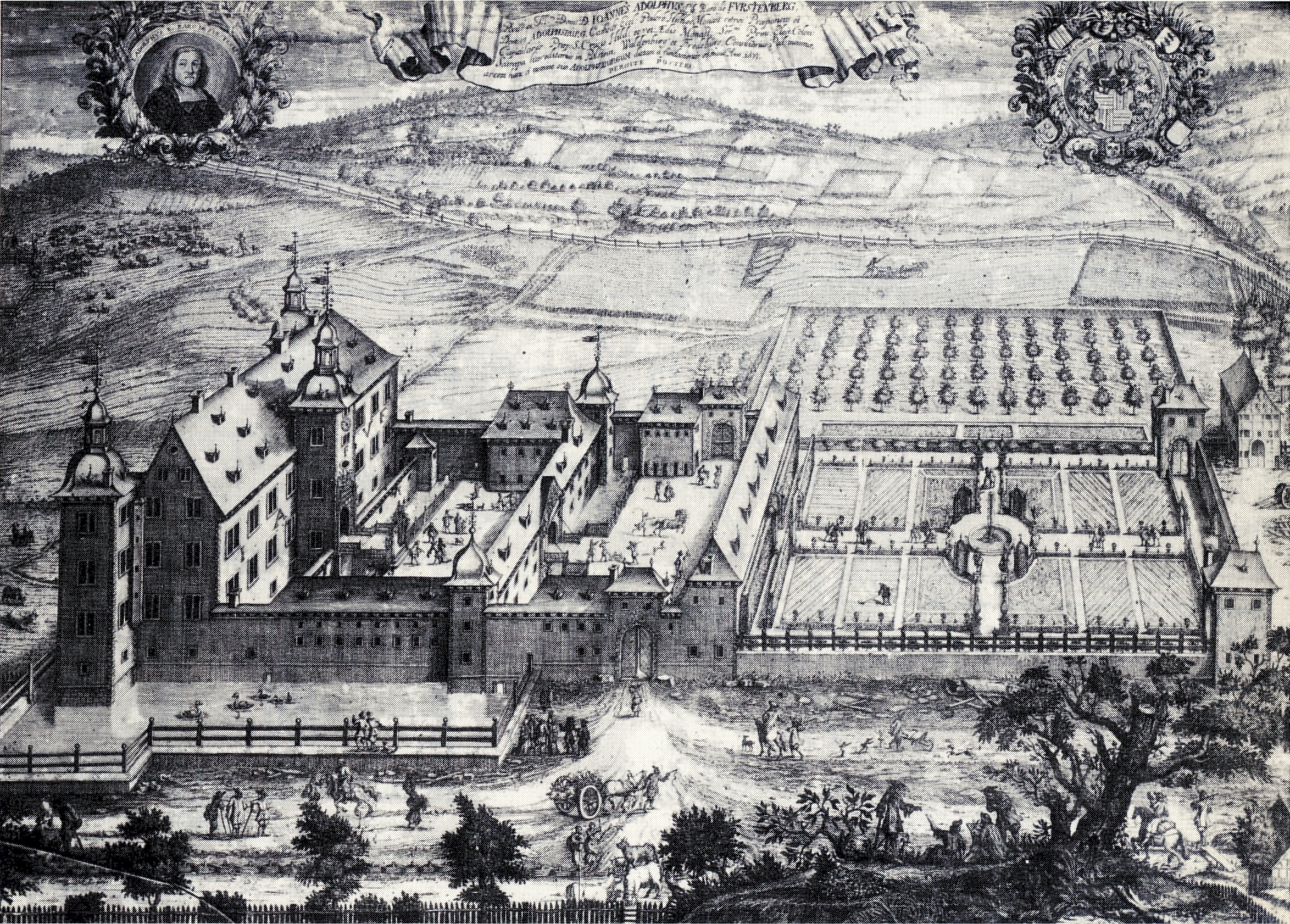
Gravure représentant Adolfsburg peu après qu'il fut terminé

Le château est dénommé d'après son bâtisseur, le baron Jean-Adolphe de Fürstenberg (de) (1631-1704) qui le fait construire dans les années 1670. Le baron de Fürstenberg est à l'époque chanoine de la cathédrale de Münster et bailli de Sainte-Croix de Hildesheim. Il devient également bailli de la cathédrale de Paderborn en 1681. Dans le monde, il est conseiller secret de Münster et de Paderborn et exerce différentes fonctions administratives en Westphalie.
Il est vraisemblable que ce soit le frère capucin Ambrosius von Oelde (de) qui ait été l'architecte du château. Deux cheminées de la salle des chevaliers et un buste d'albâtre du baron de Fürstenberg sont l'œuvre du sculpteur Johann Mauritz Gröninger (de). Le château fait partie d'un domaine seigneurial avec plusieurs fermes Des générations de Fürstenberg y demeurent, jusqu'en 1835, année où ils changent de résidence et où le château ne devient plus qu'un rendez-vous de chasse. La famille le loue en 1919 à la congrégation des Missionnaires de la Sainte-Famille qui y installent une école missionnaire. Les autorités nationales-socialistes ferment l'internat en 1940 et le château sert de foyer aux personnes déplacées. Les collections artistiques du château sont évacuées à Düsseldorf.
Les missionnaires retournent au château en 1946 avec seulement une dizaine d'élèves., mais ils déménagent en 1956 à Altenhundem, où ils ont installé une nouvelle école au couvent Marie-Reine. Le château Adolfsburg est vide et dépérit. Son état devient préoccupant, lorsqu'il est décidé de trouver un nouvel investisseur. Il est vendu au milieu des années 1980 et de longs travaux de restauration commencent.
Il est inscrit en 1985 dans la liste des monuments historiques protégés.

## Illustrations

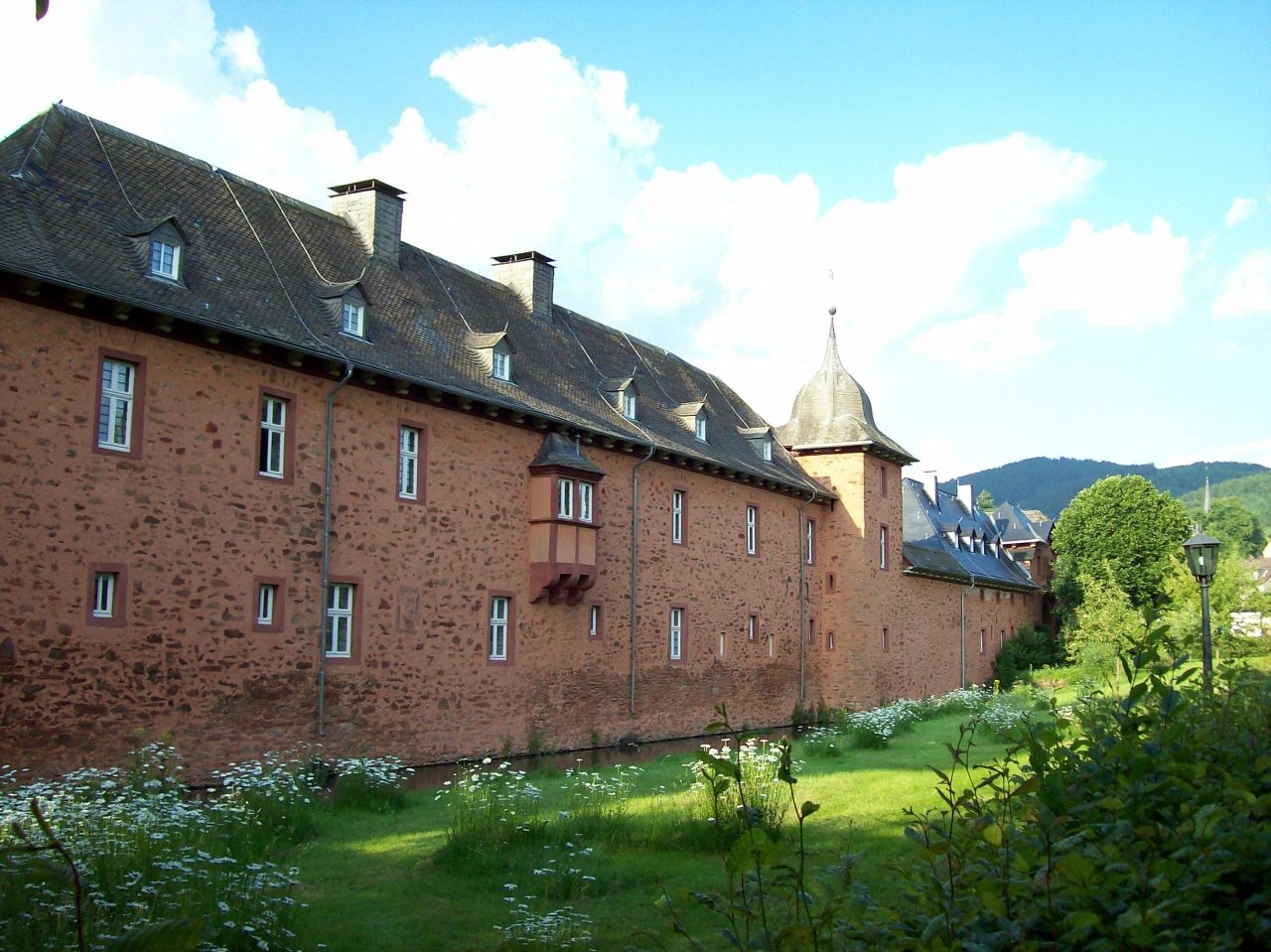
Vue de l'aile sud.
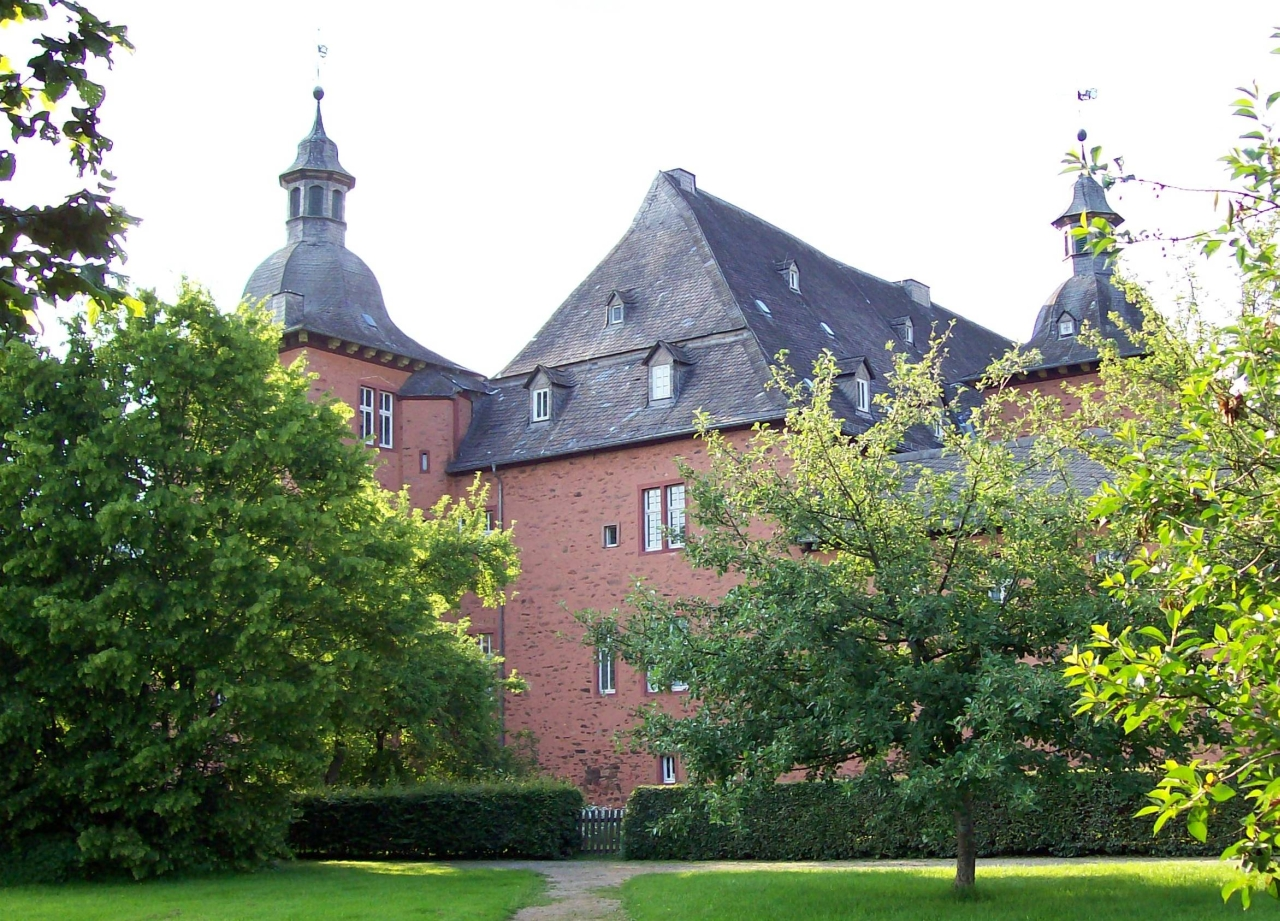
Vue de la tour principale et du corps de logis.
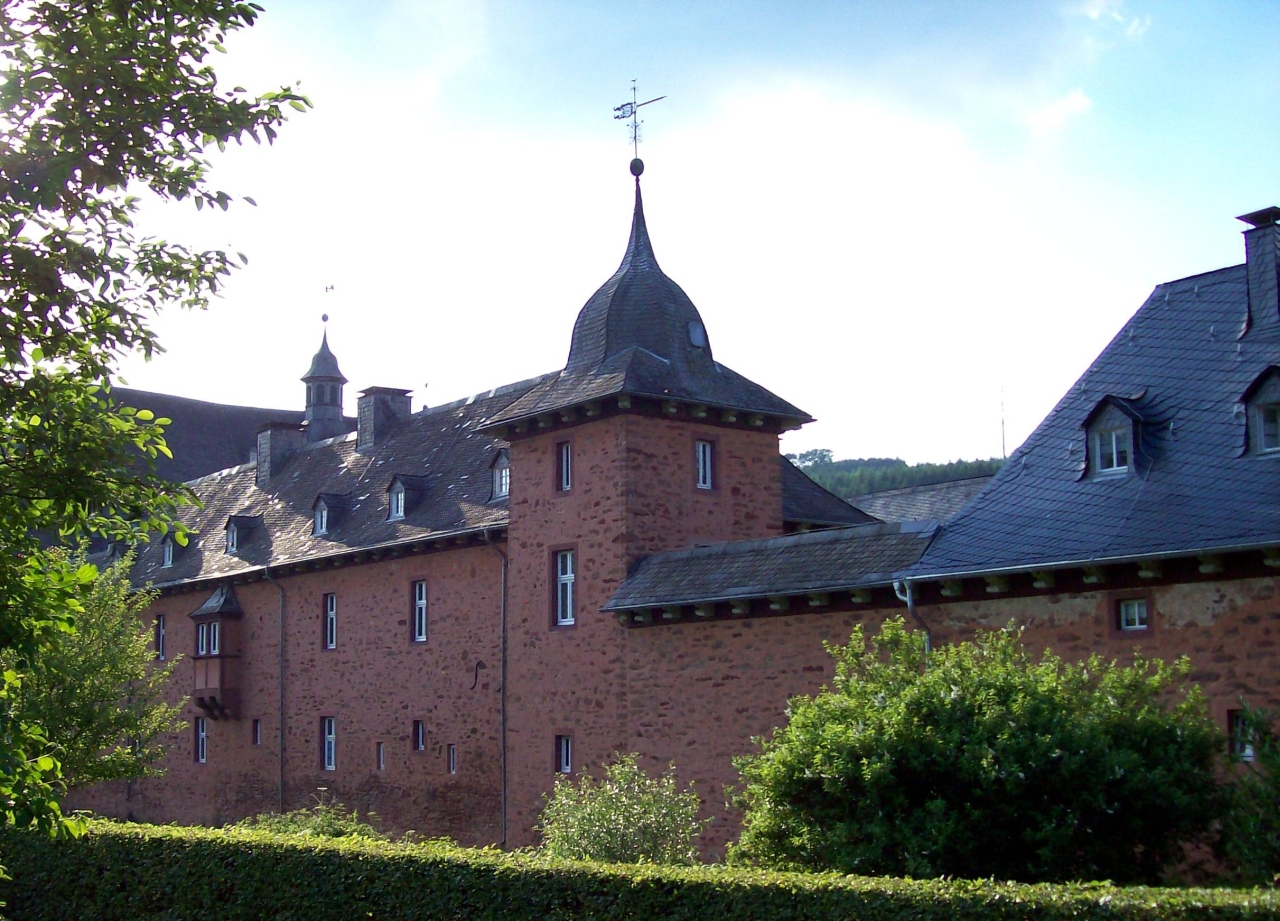
Vue de la petite tour sud.
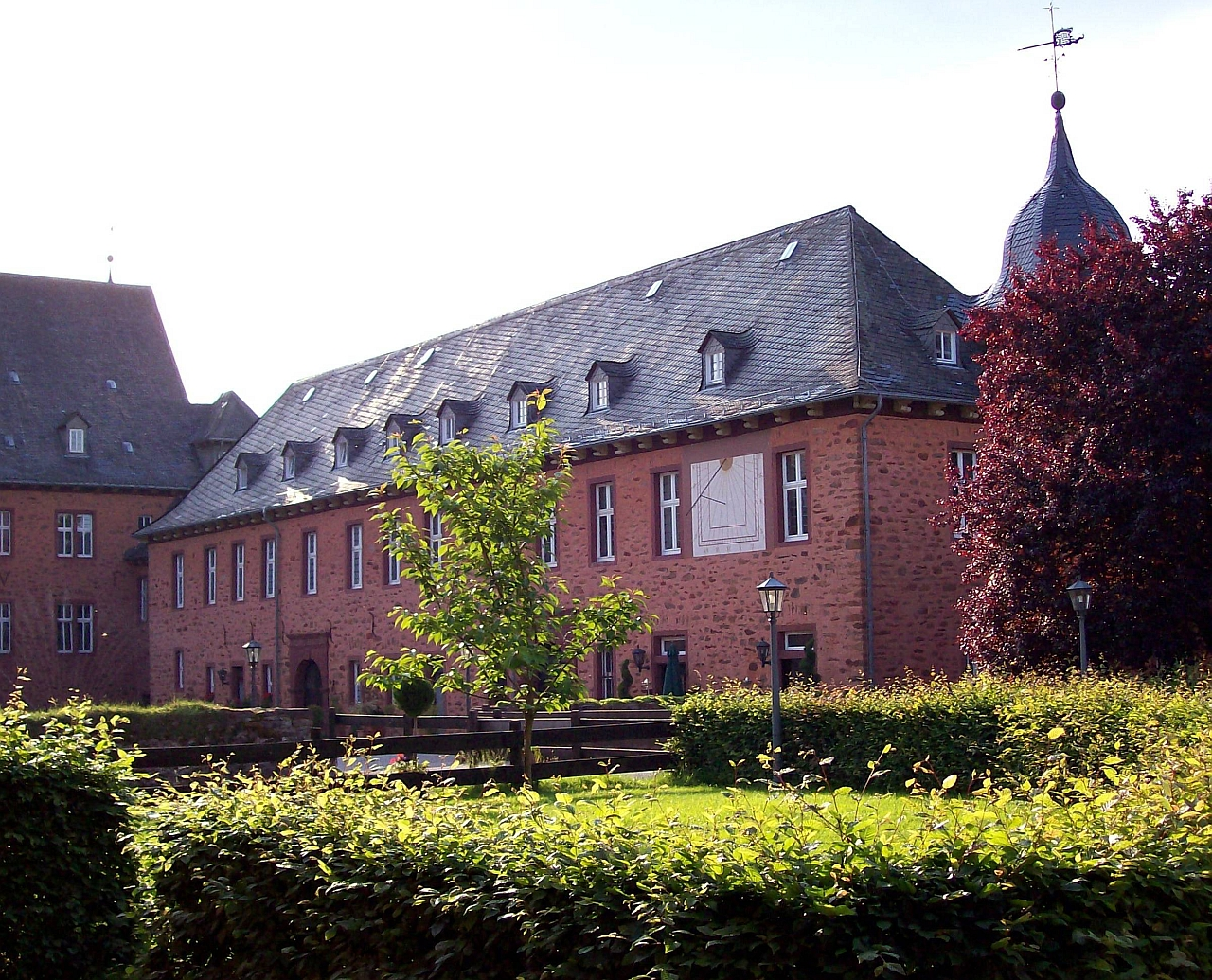
Vue d'une partie de la cour intérieure et de la tour nord.
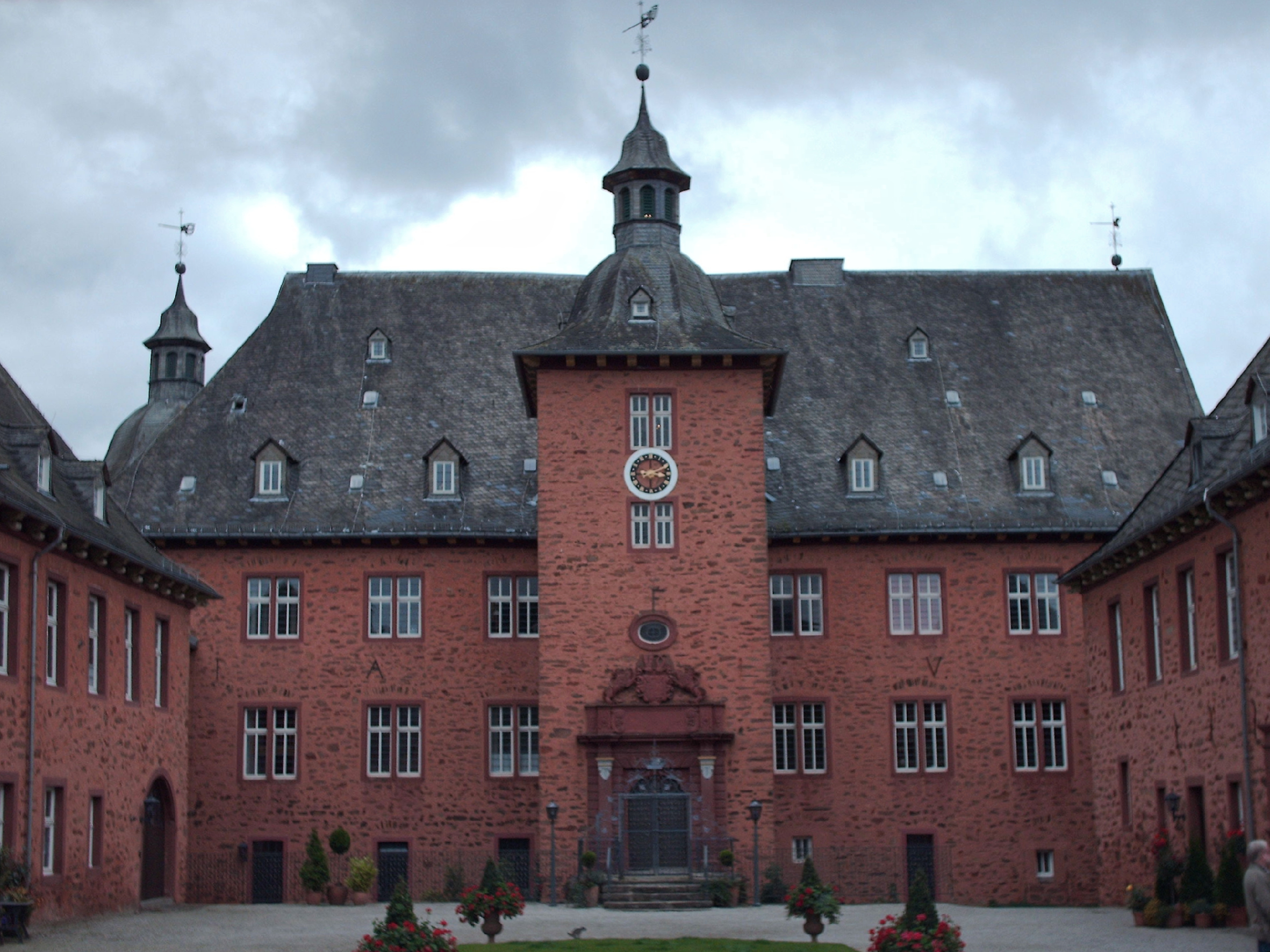
Vue de la cour d'honneur.
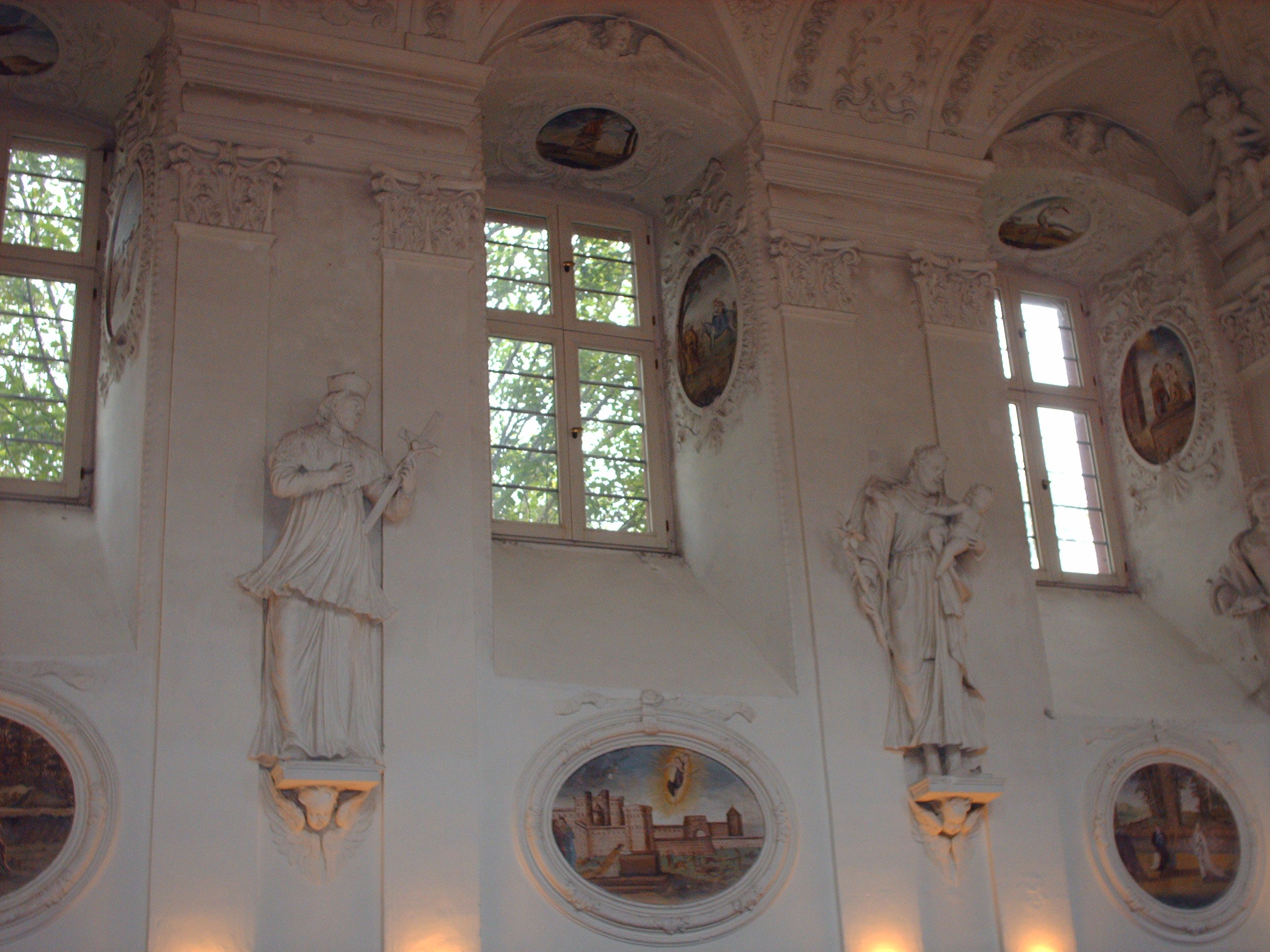
Détail de la chapelle du château.
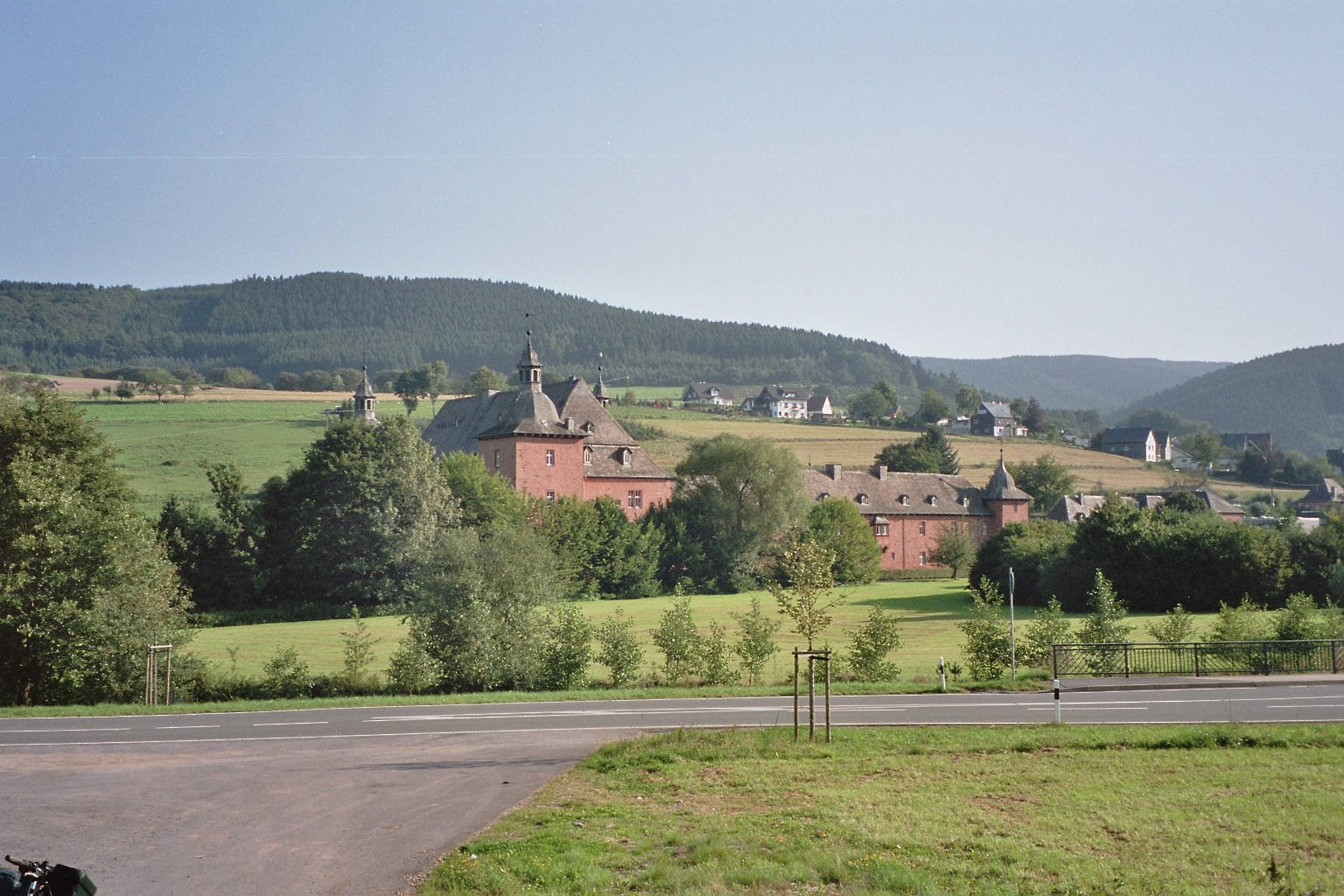
Vue d'Adolfsburg de la route.

## Source
- (de) Cet article est partiellement ou en totalité issu de l’article de Wikipédia en allemand intitulé « Schloss Adolfsburg » (voir la liste des auteurs).

### Articles liés
- Missionnaires de la Sainte-Famille